# Хонда Юкі
Юкі Хонда (яп. 本多 勇喜, нар. 2 січня 1991, Ітіномія) — японський футболіст, захисник клубу «Віссел» (Кобе). Виступав також за клуби «Нагоя Грампус» та «Кіото Санга». Дворазовий чемпіон Японії. Володар Кубка Імператора.

## Ігрова кар'єра
Юкі Хонда народився 1991 року в місті Ітіномія, та є вихованцем юнацьких команд футбольних клубів «Нагоя Грампус» та «Ханнан Дайґаку». У професійному футболі дебютував 2013 року виступами за команду «Нагоя Грампус», в якій грав до 2015 року, взявши участь у 67 матчах чемпіонату. У 2016 році Хонда перейшов до клубу «Кіото Санга», в якому грав до 2022 року.
З 2023 року Юкі Хонда грає в складі клубу «Віссел» (Кобе). У складі команди футболіст став дворазовим чемпіоном Японії та володарем Кубка Імператора.

## Титули і досягнення
- Чемпіон Японії (2):

«Віссел» (Кобе): 2023, 2024
- Володар Кубка Імператора (1):

«Віссел» (Кобе): 2024